# Drake Batherson
Drake Batherson (né le 27 avril 1998 à Fort Wayne dans l'Indiana aux États-Unis) est un joueur professionnel canadien de hockey sur glace. Il évolue au poste d'attaquant. Son père Norm et son oncle Dennis Vial ont également joué en professionnel.

## Biographie

### Carrière en club
En 2015-2016, il commence sa carrière en junior majeur avec les Screaming Eagles du Cap-Breton dans la LHJMQ. Il est choisi au quatrième tour, en cent-vingt-et-unième position par les Sénateurs d'Ottawa lors du repêchage d'entrée dans la LNH 2017. Il passe professionnel en 2018 avec les Senators de Belleville, club ferme des Sénateurs dans la Ligue américaine de hockey. Le 15 novembre 2018, il joue son premier match dans la Ligue nationale de hockey et marque son premier but face aux Red Wings de Détroit.
Le 3 septembre 2021, il signe un contrat de six ans avec les Sénateurs d'une valeur de 29 850 000 $.

### Carrière internationale
Il représente le Canada au niveau international. Il prend part aux sélections jeunes. Il participe à son premier championnat du monde senior en 2022. 

## Statistiques

### En club
| Saison     | Équipe                          | Ligue      |     | Saison régulière | Saison régulière | Saison régulière | Saison régulière | Saison régulière |    | Séries éliminatoires | Séries éliminatoires | Séries éliminatoires | Séries éliminatoires | Séries éliminatoires |
| Saison     | Équipe                          | Ligue      | PJ  | B                | A                | Pts              | Pun              | PJ               | B  | A                    | Pts                  | Pun                  |                      |                      |
| 2014-2015  | Valley Wildcats                 | LMHJA      | 4   | 2                | 0                | 2                | 0                | 1                | 0  | 0                    | 0                    | 0                    |                      |                      |
| 2015-2016  | Valley Wildcats                 | LMHJA      | 28  | 4                | 15               | 19               | 18               | 6                | 1  | 2                    | 3                    | 8                    |                      |                      |
| 2015-2016  | Screaming Eagles du Cap-Breton  | LHJMQ      | 10  | 0                | 2                | 2                | 2                | -                | -  | -                    | -                    | -                    |                      |                      |
| 2016-2017  | Screaming Eagles du Cap-Breton  | LHJMQ      | 61  | 22               | 36               | 58               | 70               | 11               | 7  | 5                    | 12                   | 14                   |                      |                      |
| 2017-2018  | Screaming Eagles du Cap-Breton  | LHJMQ      | 24  | 17               | 22               | 39               | 39               | -                | -  | -                    | -                    | -                    |                      |                      |
| 2017-2018  | Armada de Blainville-Boisbriand | LHJMQ      | 27  | 12               | 26               | 38               | 26               | 22               | 13 | 20                   | 33                   | 19                   |                      |                      |
| 2018-2019  | Senators de Belleville          | LAH        | 59  | 22               | 40               | 62               | 39               | -                | -  | -                    | -                    | -                    |                      |                      |
| 2018-2019  | Sénateurs d'Ottawa              | LNH        | 20  | 3                | 6                | 9                | 6                | -                | -  | -                    | -                    | -                    |                      |                      |
| 2019-2020  | Sénateurs d'Ottawa              | LNH        | 23  | 3                | 7                | 10               | 13               | -                | -  | -                    | -                    | -                    |                      |                      |
| 2019-2020  | Senators de Belleville          | LAH        | 44  | 16               | 38               | 54               | 24               | -                | -  | -                    | -                    | -                    |                      |                      |
| 2020-2021  | Sénateurs d'Ottawa              | LNH        | 56  | 17               | 17               | 34               | 8                | -                | -  | -                    | -                    | -                    |                      |                      |
| 2021-2022  | Sénateurs d'Ottawa              | LNH        | 46  | 17               | 27               | 44               | 32               | -                | -  | -                    | -                    | -                    |                      |                      |
| 2022-2023  | Sénateurs d'Ottawa              | LNH        | 82  | 22               | 40               | 62               | 33               | -                | -  | -                    | -                    | -                    |                      |                      |
| 2023-2024  | Sénateurs d’Ottawa              | LNH        | 82  | 28               | 38               | 66               | 42               | -                | -  | -                    | -                    | -                    |                      |                      |
| Totaux LNH | Totaux LNH                      | Totaux LNH | 309 | 90               | 135              | 225              | 134              | -                | -  | -                    | -                    | -                    |                      |                      |

### En équipe nationale
| Année | Compétition                 |    | PJ | B  | A  | Pts | Pun | +/-               |  | Résultat |
| 2018  | Championnat du monde junior | 7  | 7  | 0  | 7  | 4   | +2  | Médaille d'or     |  |          |
| 2022  | Championnat du monde        | 10 | 3  | 11 | 14 | 6   | +8  | Médaille d'argent |  |          |

## Trophées et honneurs personnels

### LAH
- 2018-2019 : 
  - participe au match des étoiles
  - nommé dans l'équipe des recrues
- 2019-2020 : 
  - participe au match des étoiles
  - nommé dans la deuxième équipe d'étoiles

### LNH
- 2021-2022 : invité au 66e Match des étoiles mais n'y participe pas en raison d'une blessure[5]